# 南大隅町
南大隅町（みなみおおすみちょう）は、鹿児島県（離島部除く）の東南部、大隅半島の南部にある町。肝属郡に属する。日本本土最南端の佐多岬を有する。

## 地理

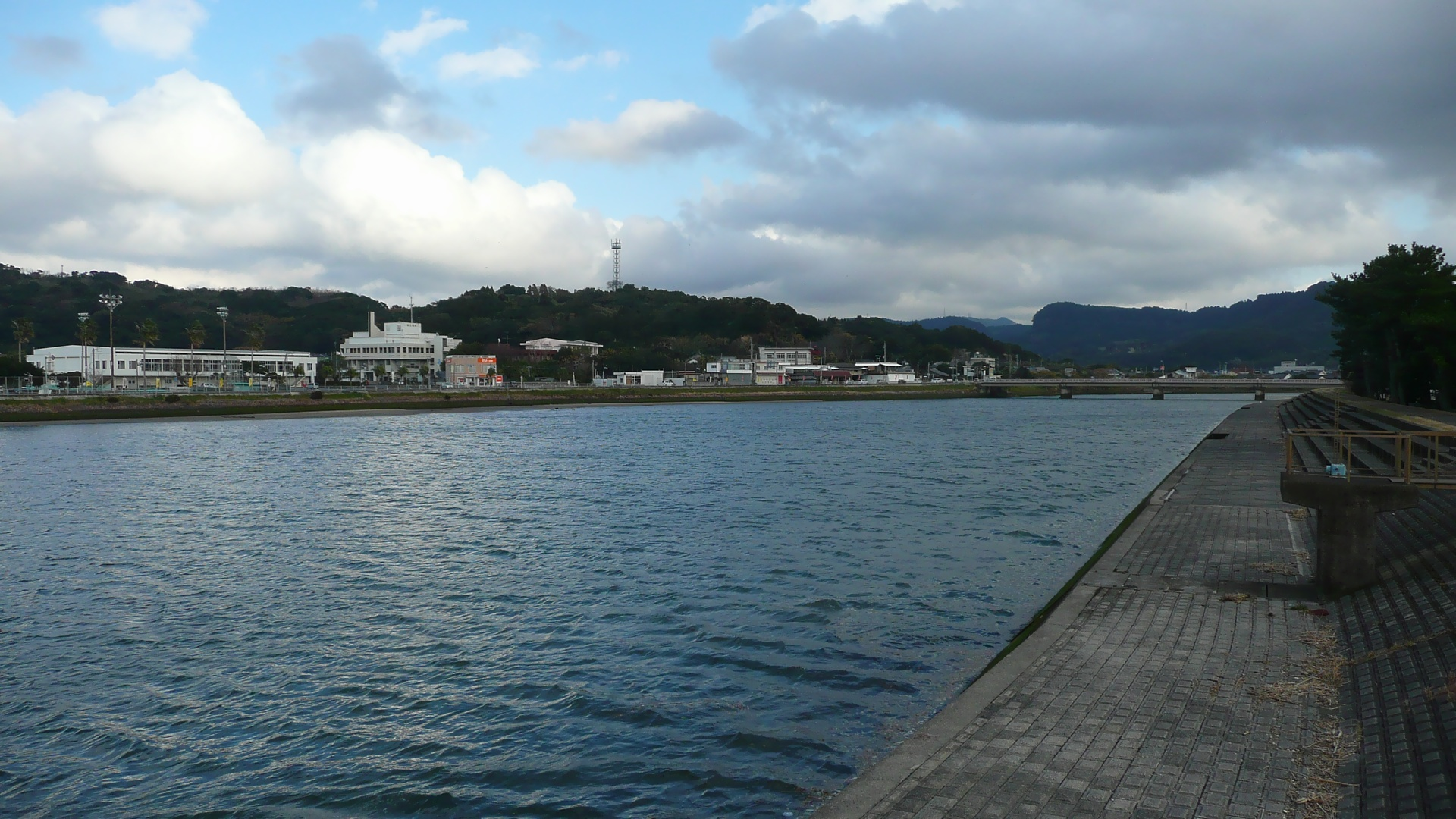
旧根占町を流れる雄川（おがわ）

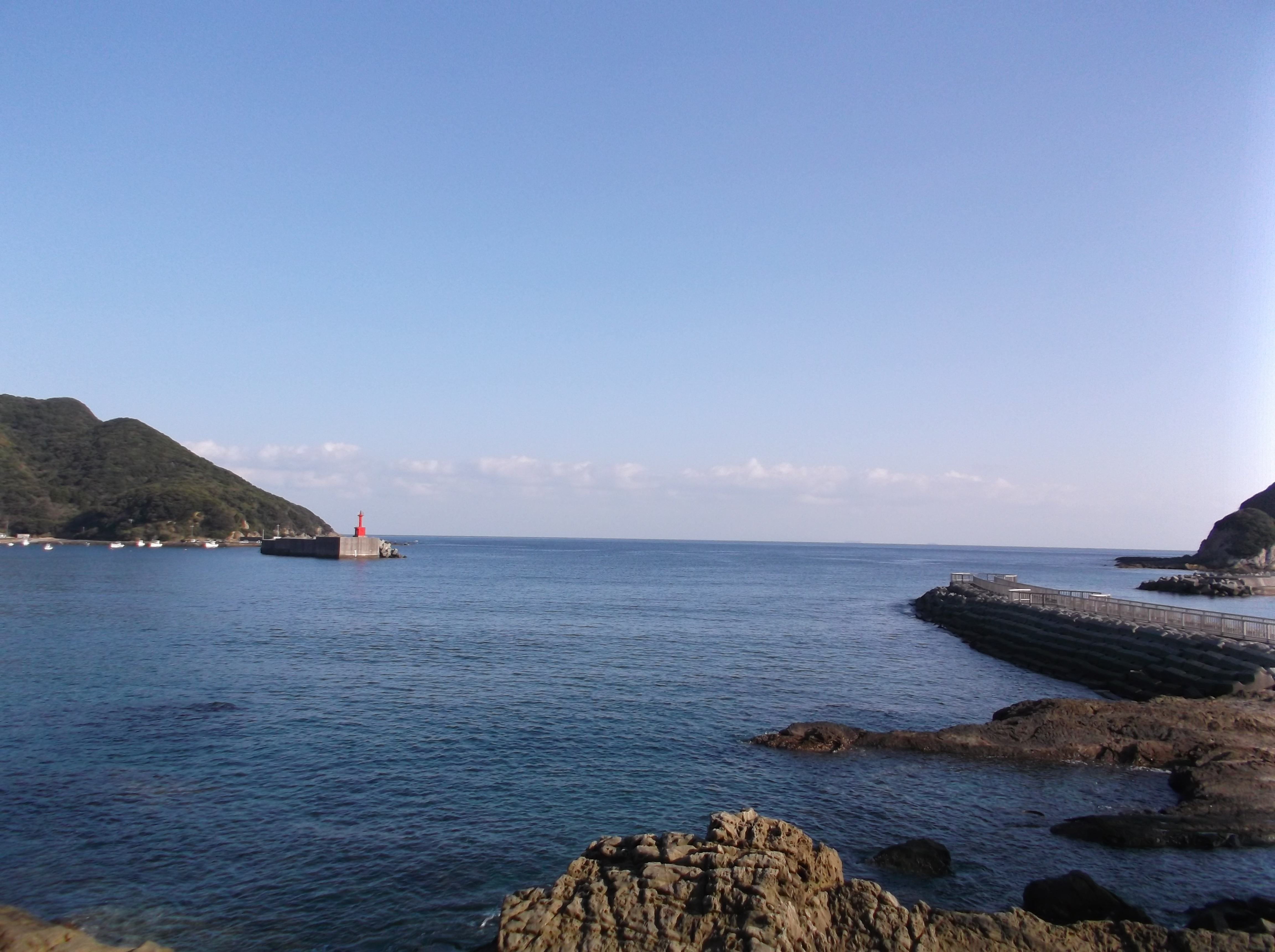
太平洋に面する佐多･大泊の海

大隅半島の最南部にあたり、西側は鹿児島湾（錦江湾）および東シナ海、東側は太平洋（フィリピン海）、南側は大隅海峡に囲まれている。佐多岬上を北緯31度線が通る。町域の大部分は肝属山地で占められ、可住地面積比率は19パーセントにとどまっている。西側の錦江湾沿いから佐多岬にかけての地域は霧島錦江湾国立公園に指定されている。

### 隣接市町村
北方向に錦江町および肝付町が隣接している。錦江町へは国道269号または県道68号（鹿屋吾平佐多線）、肝付町へは県道74号（内之浦佐多線）で連絡する。

### 大字
旧根占町・旧佐多町からなり、住所表記に旧町名を頭につけている。(○○町××→南大隅町○○××)
| 地域 | 大字                                               |
| ---- | -------------------------------------------------- |
| 根占 | 根占川北・根占川南・根占辺田・根占山本・根占横別府 |
| 佐多 | 佐多伊座敷・佐多郡・佐多辺塚・佐多馬籠             |

## 歴史

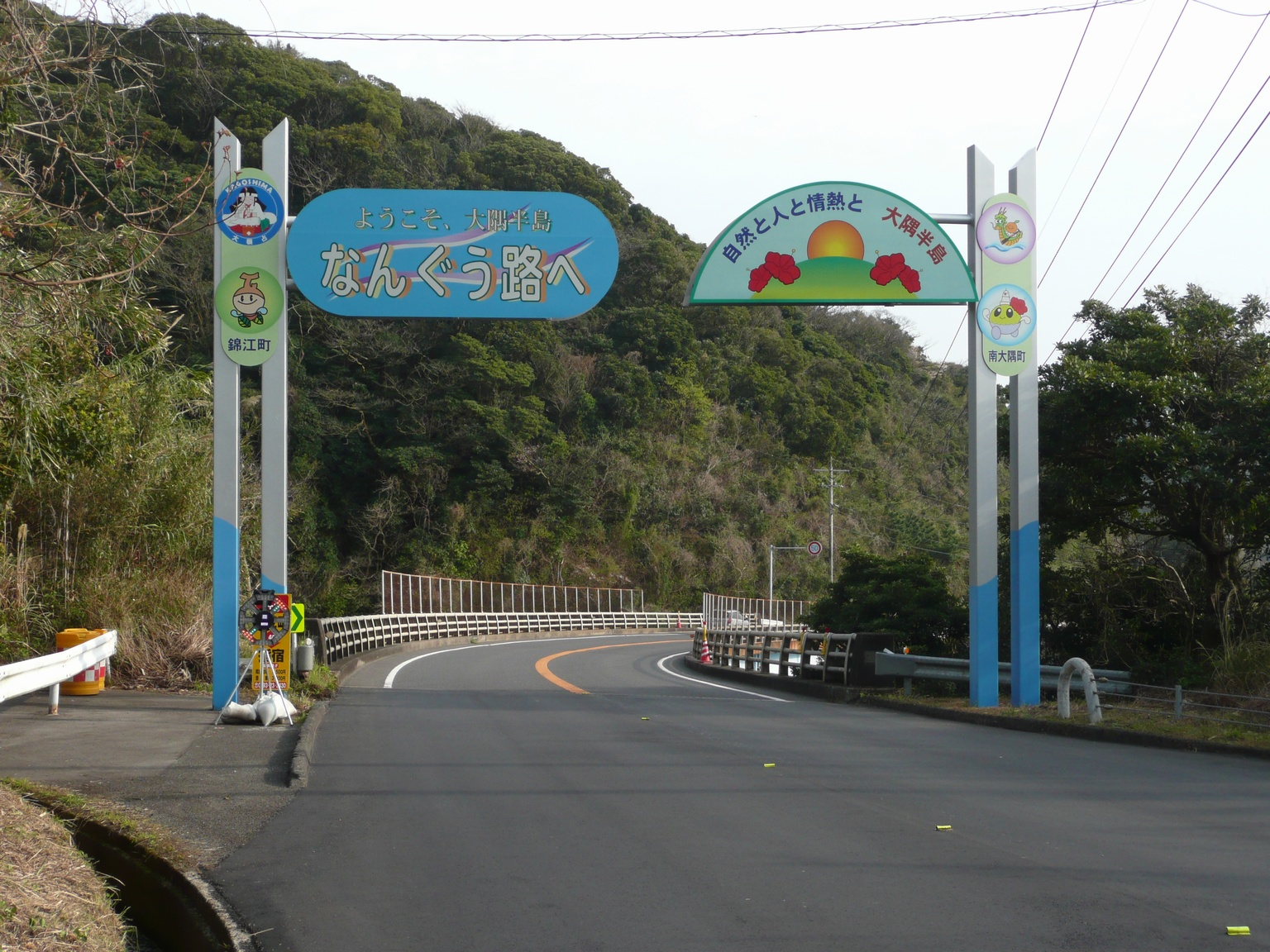
鹿屋市・錦江町境の国道269号。南隅は南大隅・錦江2町を指す名称でもある

縄文時代早期の遺跡として大中原遺跡が、弥生時代中期の遺跡として谷添遺跡があり、この頃からの定住があったとみられる。
713年の大隅国設置時には肝属郡に属していたが、後に大隅郡（1887-1897年は南大隅郡）所属となる。平安時代からは禰寝院と呼ばれる荘園があり、これに因み、古代からこの地と縁の深い建部氏は名字を禰寝氏（根占氏とも）と名乗ることになった。こうして同氏は古代にあっては大宰府の在庁官人、郡司、そして中世にあっては鎌倉幕府の御家人として登場することになる。
16世紀末に、日置市（日吉町吉利）に移封されるまで、数百年間にわたって同氏はこの地を治め続け、日本の歴史のみならず、ヨーロッパの歴史とも繋がった。南蛮人来航の一港は、実に小禰寝港にあった。指宿市の山川港とともに、この港は明人に限らず、ポルトガル人の商人も多く来航した。
フランシスコ・ザビエルを案内したヤジロウ（アンジロウとも）は、この地の出身者でないかとも言われている。また禰寝氏は、中山王の治める琉球王国との交易にも参加した。同氏が去ったことにより、大隅南部は活気は失った感があるものの、江戸時代半ばの吉利当主・小松清香（同氏直系は彼の代に名字を小松に改め、平姓となった）は、祖先に高い関心を有し、本貫地の根占・佐多にある史跡（墓跡を含む）を整え、先祖を顕彰した。
江戸期には、薩摩藩（島津氏）が根占・佐多に外城をおき、薩摩藩直轄領となっていた。外城は、1784年に郷に名称を改め（根占郷・佐多郷）、1889年の町村制実施時に、ほぼそのままの区域をもって小根占村・佐多村となった。小根占村は1941年に、佐多村は1947年にそれぞれ町制を施行し根占町・佐多町となった。
平成の大合併では、2003年6月に根占町・佐多町・大根占町・田代町の4町で南隅地域合併協議会を設置し、合併協議を進めたものの、大根占町側の反対により、交渉は決裂した。根占町と佐多町は、2004年9月に南大隅合併協議会を設置。同年11月の合併調印式の実施・議会による議決を経て、2005年3月31日に2町は合併し、南大隅町が発足した。
町名は一般応募により決定されたものであるが、南大隅（南隅）は錦江町を含む2町を合わせた地域をさす名称でもある。
- 1941年1月1日 - 小根占村が町制施行。根占町となる。
- 1947年9月1日 - 佐多村が町制施行。佐多町となる。
- 2005年3月31日  - 根占町・佐多町が対等合併して新町制を施行し、南大隅町が発足。

## 行政

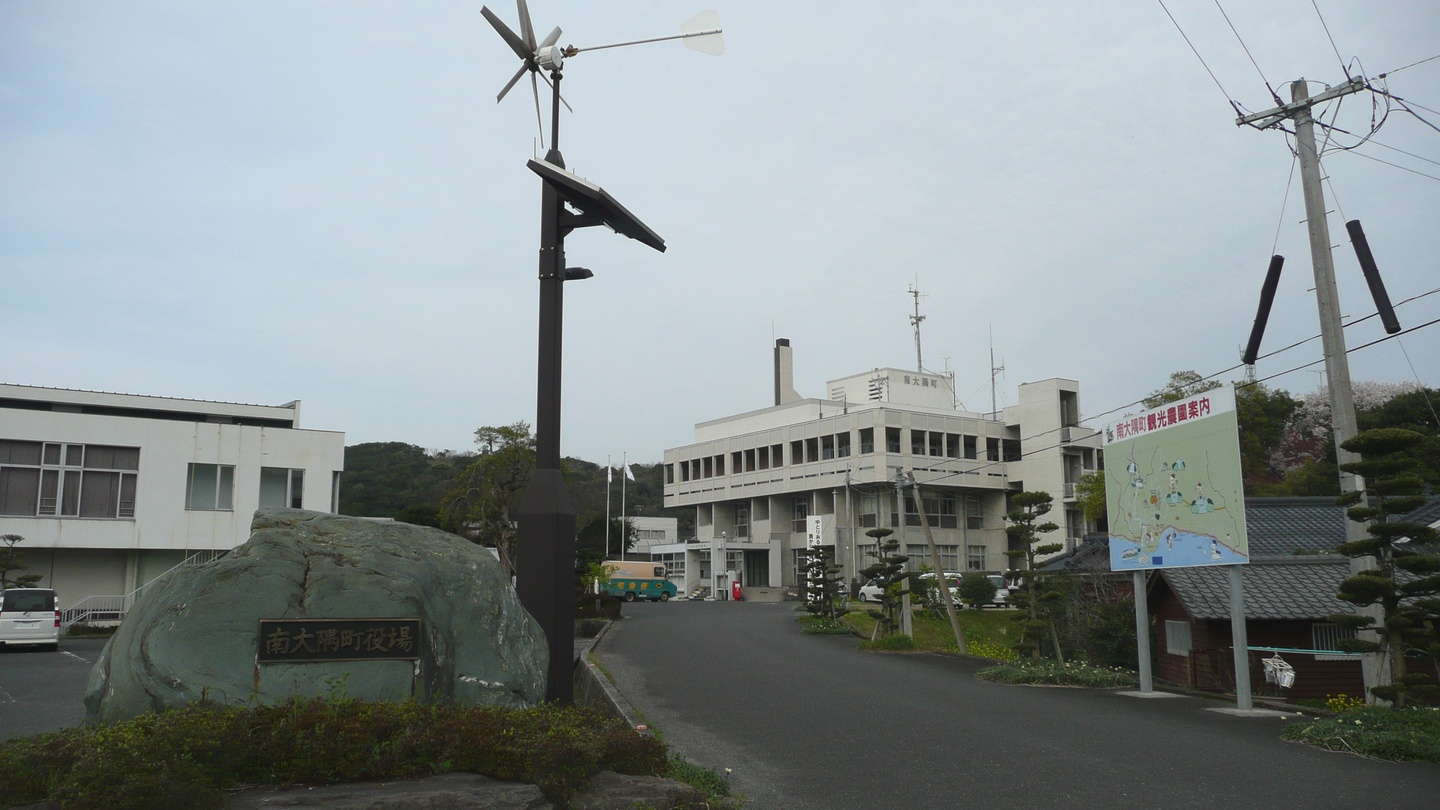
根占町役場として建設され、2020年まで使用された南大隅町役場本庁舎（2009年撮影）

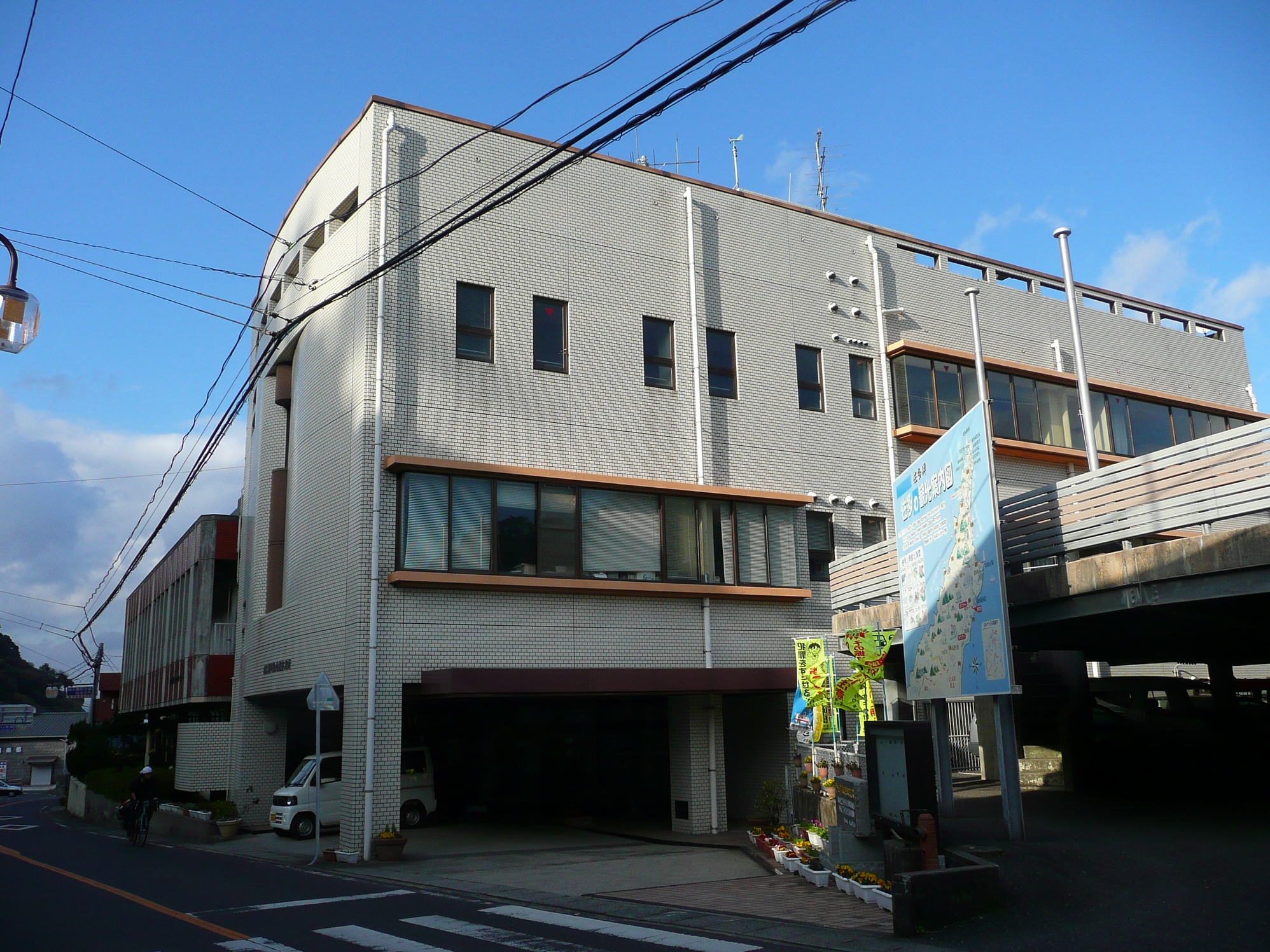
佐多支所

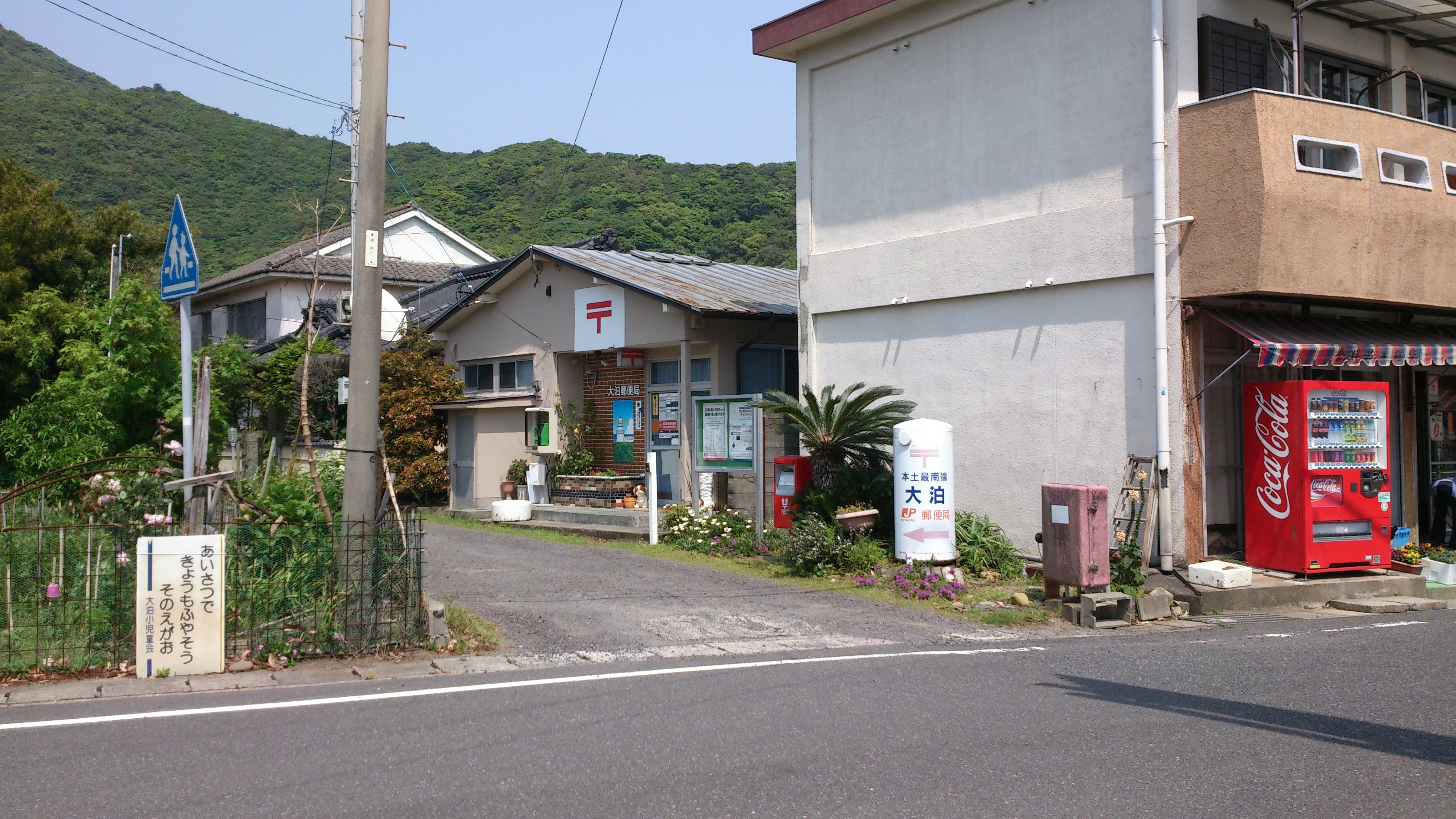
本土最南端の大泊郵便局

- 町長：石畑博（2021年4月24日就任）

### 町の行政機関
旧根占町役場を町役場本庁とし、旧佐多町役場を佐多支所として設置している。

## 地域

### 人口
| |                                          |  |
| 南大隅町と全国の年齢別人口分布（2005年） | 南大隅町の年齢・男女別人口分布（2005年） |  |
| ■紫色 ― 南大隅町 ■緑色 ― 日本全国 | ■青色 ― 男性 ■赤色 ― 女性                |  |
| 南大隅町（に相当する地域）の人口の推移 \| 1970年（昭和45年） \| 17,990人 \| \| \| 1975年（昭和50年） \| 16,037人 \| \| \| 1980年（昭和55年） \| 14,344人 \| \| \| 1985年（昭和60年） \| 13,469人 \| \| \| 1990年（平成2年） \| 12,526人 \| \| \| 1995年（平成7年） \| 11,623人 \| \| \| 2000年（平成12年） \| 10,741人 \| \| \| 2005年（平成17年） \| 9,897人 \| \| \| 2010年（平成22年） \| 8,815人 \| \| \| 2015年（平成27年） \| 7,542人 \| \| \| 2020年（令和2年） \| 6,481人 \| \| |                                          |  |
| 総務省統計局 国勢調査より |                                          |  |
| 1970年（昭和45年） | 17,990人                                 |  |
| 1975年（昭和50年） | 16,037人                                 |  |
| 1980年（昭和55年） | 14,344人                                 |  |
| 1985年（昭和60年） | 13,469人                                 |  |
| 1990年（平成2年） | 12,526人                                 |  |
| 1995年（平成7年） | 11,623人                                 |  |
| 2000年（平成12年） | 10,741人                                 |  |
| 2005年（平成17年） | 9,897人                                  |  |
| 2010年（平成22年） | 8,815人                                  |  |
| 2015年（平成27年） | 7,542人                                  |  |
| 2020年（令和2年） | 6,481人                                  |  |

### 教育

#### 高等学校
- 鹿児島県立南大隅高等学校 - 南大隅町発足前から「南大隅」を名乗る。

県内の全日制普通科高校に設定されている学区は「大隅学区」。学区内の高校については鹿児島県高等学校一覧を参照。

#### 中学校
- 南大隅町立根占中学校 - 2002年に当時の根占町内の中学校を統合し開校。
- 南大隅町立第一佐多中学校 - 1992年に当時の佐多町内の中学校を統合し開校。

#### 小学校
2013年度以降は根占地区、佐多地区に1校ずつ設置されている。
2012年度までは町立小学校が11校設置されていたが、神山小学校を除き複式学級を有する小規模校であり、辺塚小学校は2009年に休校している。このため、学級数の適正化を主目的として、2013年4月に根占地区に1校（神山小学校敷地）、佐多地区に1校（佐多小学校敷地）へそれぞれ統合された。
- 南大隅町立神山小学校 - 2013年に根占地区内の小学校を統合。
- 南大隅町立佐多小学校 - 2013年に佐多地区内の小学校を統合。

## 交通

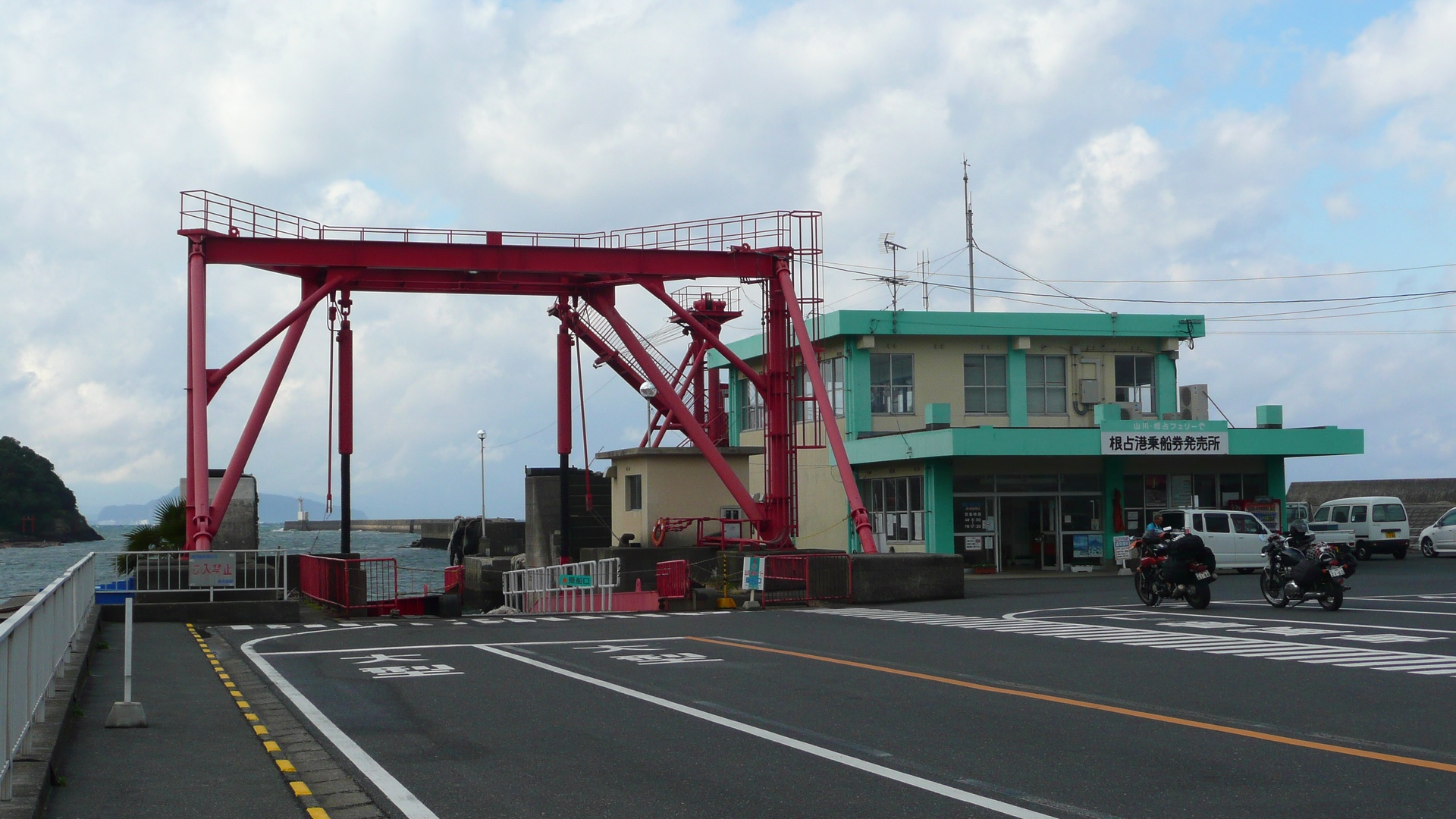
根占港

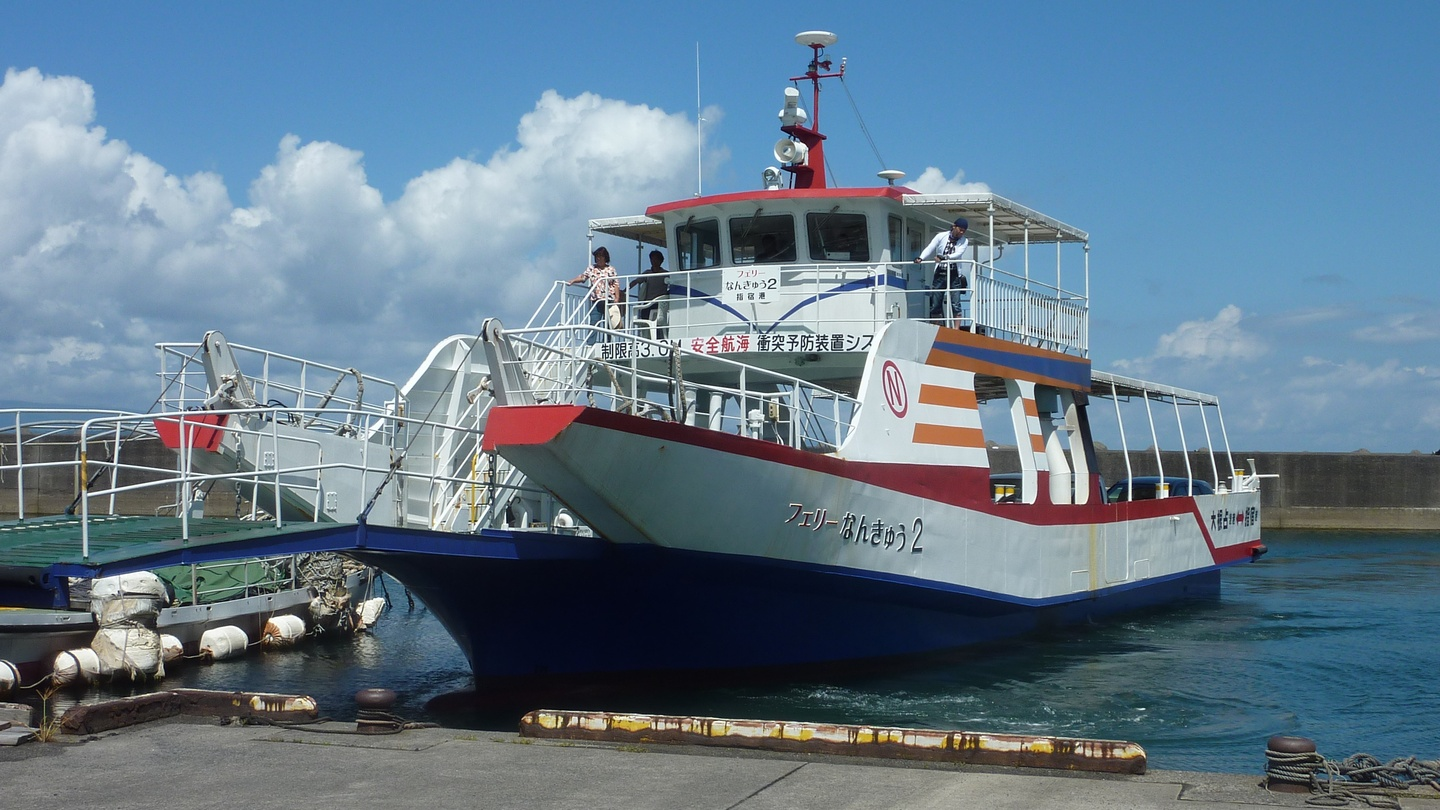
フェリーなんきゅう（暫定船、画像は2010年当時の指宿-大根占航路）

### 空港
最寄り空港は霧島市にある鹿児島空港。自家用車では鹿屋市経由で2時間30分程度かかる。

### 航路
- 山川・根占フェリー

指宿市の山川港と南大隅町の根占港を結ぶ

### バス
- 鹿児島交通 - 町内全バス路線を運行する。鹿屋市・垂水市と南大隅町を錦江町経由で結ぶ。

なお、根占－佐多間は極端に運行本数が少なく、また佐多側を基準としたダイヤが組まれているため、同じ町内でも根占から公共交通機関を利用してその日のうちに佐多まで往復することはできない。

### 道路
国道269号が錦江湾沿岸を通り、道の駅根占がゴールドビーチ大浜付近に設置されている。また、錦江町中心部から田代方面に繋がる国道448号が根占地区を通過している。
- 高速道路の最寄りインターチェンジは鹿屋市にある大隅縦貫道笠之原インターチェンジ[11]。

### 鉄道
町内に鉄道は通っておらず、駅も無い。南大隅町の観光リーフレットでは新幹線最寄り駅である九州旅客鉄道（JR九州）鹿児島中央駅からの経路を案内しており、山川駅から航路を利用するルートを掲載している。

## 名所・旧跡・観光スポット・祭事・催事

### 名所旧跡・観光スポット
- 佐多岬（日本本土最南端の地）
- 山川・根占フェリーの根占港
- 雄川の滝
- 根占温泉・ネッピー館
- 佐多旧薬園（国の史跡）
- ソテツ自生地（国の特別天然記念物)

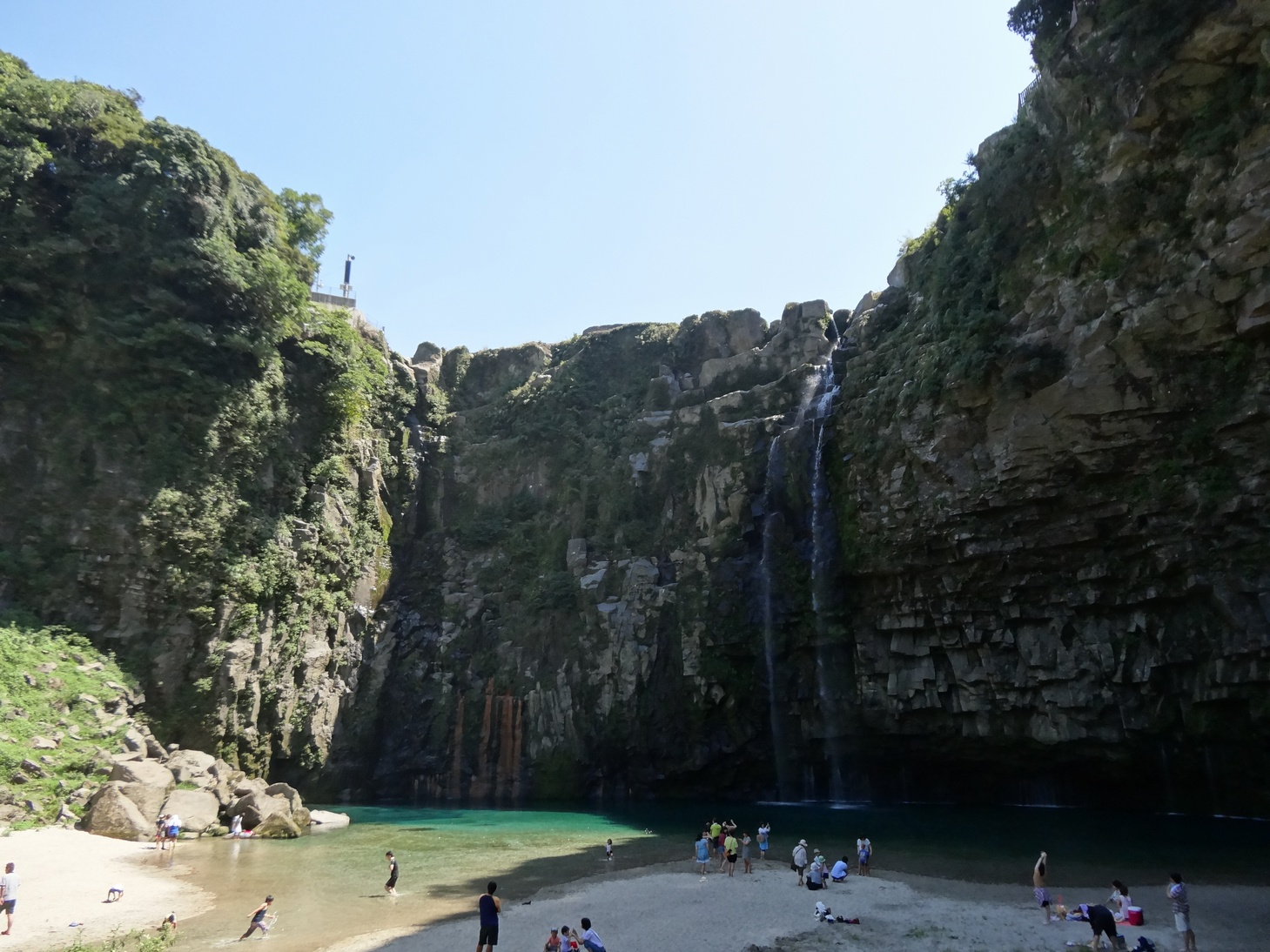
雄川の滝（根占/錦江町田代との境）

- 「ネッピー市」直売所　南大隅町特産品出荷協議会
- ゴールドビーチ大浜（黄金色の砂浜、ビーチバレー大会も開催されている）
- 半潜水型水中展望船「さたでい号」

### 祭事・催事
- 御崎祭り（2月）
- ドラゴンボートフェスティバル（10月）

## 出身者
- 中村博愛 - 幕末の薩摩藩士、明治期の外交官・官僚・政治家、薩摩藩第一次英国留学生
- 八島太郎 - 米国でも活動した絵本作家
- 愛華みれ - 女優、元宝塚歌劇団花組男役トップスター
- 中島啓江 - オペラ歌手
- 島津悦子 - 演歌歌手